# Shiplaunching
『Shiplaunching』（シップランチング）は2006年2月22日に発売された、冨田恵一のセルフプロジェクト「冨田ラボ」（Tomita Lab）の2枚目のアルバム。

## 解説
「生に聴こえるものは（ドラム以外）すべて生演奏、シンセはすべてハード・シンセ」というフォーマットで制作されている。
1stアルバム『Shipbuilding』リリースから1年ほどした頃、冨田は既に本作収録曲である「Like A Queen」と「アタタカイ雨」含む5曲の作曲作業を終えていたが、このタイミングでレコード会社移籍の話が持ち上がった。移籍に伴い当初の予定は遅れたが、その代わりにリリースを吟味することができた。結果として、セカンドアルバムはソニー・ミュージックアソシエイテッドレコーズで制作、アルバム・リリースに先立ちシングルを3作リリース、ということが決まった。
制作にあたり最初の作業は2004年秋にオリジナル・ドラム・キットを組むための素材レコーディングから始まった。2004年の作業は冨田にとっては3回目（以下、ver.3）で、オリジナル・ドラムマシンとして構想していたことがほぼ実現できたという『Shipbuilding』でのシステム（ver.2）を踏襲しつつもより多くのキット、音場を設定し、新たに9セットのドラムをプログラミングした。
楽曲制作については先行シングル第1弾「Like A Queen」からスタートした。2000年代における冨田ラボには基本コンセプトとしてシミュレーショニズムがあり、1stでは70年代全般が対象だった。だが本作制作の頃には冨田の興味が70年代末期〜80年代初期に移っていた。「Like A Queen」もデモの段階では1970年代中盤のサウンド寄りだったのが最終的にはアース・ウィンド・アンド・ファイアーをジャズ・フュージョン寄りに仕立てた作風になっている。第2弾「アタタカイ雨」は前作の路線を引き継いだものになっているがこれについて冨田は、「Like A Queen」を大きな路線変更ではなくヴァリエーションの一つとして捉えてもらえるよう1stとの連続性を意識したのだと思う、と回想している。
3枚目のシングル「ずっと読みかけの夏」の頃にはアルバム作業も並行していたが、それよりもゲスト・ヴォーカリストの人選の方が音楽作業以上に時間のかかる工程だったという。冨田は1stアルバム『Shipbuilding』から3rdアルバム『Shipahead』を「Shipシリーズ」と銘打っているが、この3作には人選にキャリア枠、ベテラン枠、シンガー2人以上を有するグループ枠、冨田自身が歌う枠、そして男女比が偏らないこと、という共通するフォーマットがあった。Shipシリーズはシンガーを想定せずに作曲をしていたため、楽曲に最適かつ、フォーマットにも適合するだけでも一仕事であった。ゲスト・シンガーをフィーチャーする6曲に総勢10名のシンガーが参加することになり、ゲスト・シンガーの多彩さも『Shiplaunching』の特徴になっている。そして、本作では作詞家とシンガーを、冨田を挟んでのキャリア⇆若手〜中堅という図式にし、自身が歌唱する「Prayer On The Air」のみ同世代の高野寛にお願いしている。

## 収録曲
1. Shiplaunching  –  (2:03)[7]
作曲・編曲：冨田恵一
2. プラシーボ・セシボン feat. 高橋幸宏+大貫妙子  –  (5:04)[7]
作詞：堀込高樹 / 作曲・編曲：冨田恵一
3. Like A Queen feat. SOULHEAD  –  (5:24)[7]
作詞：吉田美奈子 / 作曲・編曲：冨田恵一
4. アタタカイ雨 feat. 田中拡邦 (MAMALAID RAG)  –  (6:08)[7]
作詞：高橋幸宏 / 作曲・編曲：冨田恵一
5. Launching On A Fine Day  –  (3:29)[7]
作曲・編曲：冨田恵一
6. ずっと読みかけの夏 feat. CHEMISTRY  –  (6:32)[7]
作詞：糸井重里 / 作曲・編曲：冨田恵一
7. 恋は傘の中で愛に feat. 山本領平  –  (6:17)[7]
作詞：鈴木慶一 / 作曲・編曲：冨田恵一
8. しあわせのBlue feat. YOSHIKA  –  (5:28)[7]
作詞：大貫妙子 / 作曲・編曲：冨田恵一
9. Is The Rest Silence?  –  (2:40)[7]
作曲・編曲：冨田恵一
10. Prayer On The Air  –  (5:08)[7]
作詞：高野寛 / 作曲・編曲：冨田恵一

## クレジット
| Produced by 冨田恵一 KEIICHI TOMITA |

### Shiplaunching
| Instruments & Treatments: 冨田恵一 KEIICHI TOMITA |
| Percussion: 三沢またろう MATARO                   |

### プラシーボ・セシボン feat. 高橋幸宏+大貫妙子
| Instruments & Treatments: 冨田恵一 KEIICHI TOMITA                            |
| Vocals: 高橋幸宏 YUKIHIRO TAKAHASHI                                          |
| Vocals: 大貫妙子 TAEKO ONUKI                                                 |
| Percussion: 三沢またろう MATARO                                              |
|                                                                              |
| 大貫妙子 TAEKO ONUKI by the courtesy of USM JAPAN, A UNIVERSAL MUSIC COMPANY |

### Like A Queen feat. SOULHEAD
| Instruments & Treatments: 冨田恵一 KEIICHI TOMITA              |
| Vocals: SOULHEAD                                               |
| Trumpets: 西村浩二 KOJI NISHIMURA                              |
| Trumpets: 菅坂雅彦 MASAHIKO SUGASAKA                           |
| Tenor Sax: 山本拓夫 TAKUO YAMAMOTO                             |
| Trombone: 村田陽一 YOICHI MURATA                               |
| Strings: 金原千恵子ストリングス CHIEKO KINBARA STRINGS         |
| Percussion: 三沢またろう MATARO                                |
|                                                                |
| 村田陽一 YOICHI MURATA by the courtesy of Victor Entertainment |

### アタタカイ雨 feat. 田中拡邦 (MAMALAID RAG)
| Instruments & Treatments: 冨田恵一 KEIICHI TOMITA               |
| Vocals: 田中拡邦 (MAMALAID RAG)                                 |
| Flute & Alto Flute: 山本拓夫 TAKUO YAMAMOTO                     |
| Harp: 朝川朋之 TOMOYUKI ASAKAWA                                 |
| Strings: 金原千恵子ストリングス CHIEKO KINBARA STRINGS          |
| Percussion: 三沢またろう MATARO                                 |
| Background Vocal: 原田郁子 (クラムボン) IKUKO HARADA (Clammbon) |
|                                                                 |
| 原田郁子 IKUKO HARADA Licensed by NIPPON COLUMBIA CO., LTD.     |

### Launching On A Fine Day
| Instruments & Treatments: 冨田恵一 KEIICHI TOMITA |

### ずっと読みかけの夏 feat. CHEMISTRY
| Instruments & Treatments: 冨田恵一 KEIICHI TOMITA      |
| Vocals: CHEMISTRY                                      |
| Flute: 山本拓夫 TAKUO YAMAMOTO                         |
| Flute: 高桑英世 HIDEYO TAKAKUWA                        |
| Flugel Horn: 西村浩二 KOJI NISHIMURA                   |
| Trombone: 広原正典 MASANORI HIROHARA                   |
| Strings: 金原千恵子ストリングス CHIEKO KINBARA STRINGS |
| Percussion: 三沢またろう MATARO                        |
|                                                        |
| CHEMISTRY by the courtesy of Sony Music Labels Inc.    |

### 恋は傘の中で愛に feat. 山本領平
| Instruments & Treatments: 冨田恵一 KEIICHI TOMITA |
| Vocals: 山本領平 RYOHEI YAMAMOTO                  |
| Percussion: 三沢またろう MATARO                   |

### しあわせのBlue feat. YOSHIKA
| Instruments & Treatments: 冨田恵一 KEIICHI TOMITA      |
| Vocals: YOSHIKA                                        |
| Trumpet: 西村浩二 KOJI NISHIMURA                       |
| Tenor Sax, Flute & Alto Flute: 山本拓夫 TAKUO YAMAMOTO |
| Tenor Sax: 吉田治 OSAMU YOSHIDA                        |
| Trombone: 広原正典 MASANORI HIROHARA                   |
| Percussion: 三沢またろう MATARO                        |

### Is The Rest Silence?
| Instruments & Treatments: 冨田恵一 KEIICHI TOMITA |
| Vibraphone: 大石真理恵 MARIE OHISHI               |
| Bass Clarinet: 山本拓夫 TAKUO YAMAMOTO            |
| Percussion: 三沢またろう MATARO                   |

### Prayer On The Air
| Instruments & Treatments: 冨田恵一 KEIICHI TOMITA  |
| Violin: 金原千恵子 CHIEKO KINBARA                  |
| Violin: 栄田嘉彦 YOSHIHIKO EIDA                    |
| Viola: 古川原裕仁 HIROHITO FURUGAWARA              |
| Cello: 堀沢真巳 MASAMI HORISAWA                    |
| Tenor Sax & Bass Clarinet: 山本拓夫 TAKUO YAMAMOTO |
| Percussion: 三沢またろう MATARO                    |

### スタッフ
| Mixed by 冨田恵一 KEIICHI TOMITA at Tomita Lab Studio |
| Recorded by 松田龍太, 柏井日向, 冨田恵一 LYUTA MAZTA, HYUGA KASHIWAI & KEIICHI TOMITA |
| Recorded at CRESCENTE STUDIO, ARTWORKS STUDIO, PRIME SOUND, SOUND FORM, AOBADAI STUDIO, Tomita Lab Studio |
| Mastered by 鈴木浩二 (Sony Music Studios, Tokyo) KOJI SUZUKI at Sony Music Studios, Tokyo |
| |
| Musicians coordination: NORIKO SEKIYA (FACE MUSIC) |
| Recording director: TAISHI KOREZAWA (TONE) |
| |
| |
| Art direction & design: YOSHIHIRO SUGAWARA (boris graphic engineering) |
| Photography: YOSHIHITO SASAGUCHI (A.K.A. MANAGEMENT) |
| Styling: MEGUMI DATE |
| Glasses by the courtesy of |
| Hair & make-up: NATSUKA (A.K.A. MANAGEMENT) |
| Model: DANIELLE FERGUSON, GILLES BEAUFILS, FRANCIS DUTILLOEUL, RANDY GOINS, ROBERT MILLS, MOHHAMMED MIRZEI, IAN MOORE, BERNARD OUASSINI, KONSTANTIN RANEV, DAMIAN SEGAL, JERRY SUPPAN                                                                 |
| |
| |
| A&R director: TSUTOMU NAKAMURA (Sony Music Associated Records) |
| A&R assistant director: MAKOTO UCHIDA (Sony Music Associated Records) |
| |
| |
| Marketing producer: HIROSHI SHIMIZU (Sony Music Associated Records) |
| Public relation: MASAYO MINAMIZUKA, MITSUMASA KINOSHITA, FUJIYOSHI HIROSHI, KAORU EIRAKU, HIRONORI TAKEUCHI, KAZUYA NAKAZAWA, KIYOKO KATSUTA, KENICHI GOKAN, YUMI SUZUKI, TAKASHI OKA, TAKASHI OTSUKA, YURIKO SUGIOKA (Sony Music Associated Records) |
| A&R desk: AYAKO HOSONO, YUKO HANASHIRO (Sony Music Associated Records) |
| Promotion desk: ERIKO MACHINO, MAYUMI USUDA (Sony Music Associated Records) |
| |
| |
| Sales promotion: HIROMI KANEHIRA, MINORI KATAYAMA (Sony Music Distribution) |
| Products coordination: RIEKO OHKURA (Sony Music Communications) |
| Web director & promotion: RIE KATSUKI (Sony Music Network) |
| Business affairs administration: HIROKO ENJOJI (Sony Music Entertainment) |
| Label manager: TAKAHARU IIDA (Sony Music Associated Records) |
| |
| |
| Artist management: SHINJI KAWAHARA, SUSUMU ARAI, YOKO INOUE (Blue One Music) |
| Management desk: YOKO MARUYAMA (Blue One Music) |
| |
| |
| A&R producer: NOBUYUKI KONDO (Sony Music Associated Records) |
| General producer: TATSUO ADACHI, AKIHIKO SHIMIZU (Blue One Music) |
| Executive producer: YASUYUKI OSHIO (Sony Music Associated Records) |

## 2019Mix
2019年7月24日には、冨田自身の手によるニュー・ミックスとバーニー・グランドマンのリマスタリングによる新装盤『Shiplaunching [2019Mix]』として再発売された。なお、カタカナ表記が「シップローンチング」に改められている。
冨田は、『Shiplaunching』がどんな形であれ再リリースされる際は、ミックスを新たにしようと考えていた。オリジナルは鈴木浩二のリマスタリングによって結果的に素晴らしい仕上がりになったが、冨田としてはミックス段階で少しばかりの問題を感じていた。それは冨田が現在のプライベート・スタジオである「Tomita Lab Studio」に至るまでのスタジオ遍歴が関係しているという。
『Shipbuilding』の制作後、冨田は新たに大きめの物件を借り遮音とルームチューニングを始めたが、以前のスタジオと全く音が違い、どうやっても望む音像を得られず途方に暮れたという。結局建物自体の構造に問題ありと判断し、半年で物件を引き払うことにした。そして『Shiplaunching』が制作されたプライベート・スタジオに至るが、この時は前回の反省を踏まえて「堅牢なRC物件」（前の物件は一部木造だった）第一条件に探し、最終的には「Tomita Lab Studio」を自宅に併設するまでの6年ほど使用し、物件選びは結果的に成功だったと回想している。しかし、前のプライベート・スタジオで自分の耳のリファレンスにバイアスが掛かった直後のため、新スタジオ構築ではなかなか音が決まらず、ルーム・チューニングを何度もやり直したという。そんなスタジオで最初に完成させたのが『Shiplaunching』だった。
上記の理由により、冨田はリリース1年後くらいには機会があれば新たなミックスを作ろうと考えていた。そして2019年にレコードでの再発の話をいただき、すぐにニュー・ミックスを打診し快諾を得て、加えてニュー・ミックスを作るならと、CD/SACDでのリリースも決定した。
ただし、ニュー・ミックスには大きな例外が2つある。一つは「Like A Queen」で、オリジナル・マルチ紛失のためリマスタリングのみとなっている。シングル第1弾として先に納品していたためか、アルバム・マルチの中に含まれていなかったようである。また、アルバム・マスタリングの時にイントロ前半を倍のサイズにエディットしていたが、元の形に戻されている。もう一つは「Launching On A Fine Day」で、こちらはドラム・トラック紛失のため新たな音源でプログラミングされている。音色は変更されたが、ドラミングはオリジナルと同じフレージングを心がけたという。
ブックレットには新たに冨田自身によるセルフ・ライナー・ノーツが追加掲載され、アルバム制作過程やリミックスに至った経緯が本人により解説されている。

### 収録曲
1. Shiplaunching [2019 Mix]  –  (2:03)[5][9]
作曲・編曲：冨田恵一
2. プラシーボ・セシボン feat. 高橋幸宏+大貫妙子 [2019 Mix]  –  (5:01)[5][9]
作詞：堀込高樹 作曲・編曲：冨田恵一
3. Like A Queen feat. SOULHEAD [Original Mix]  –  (5:12)[5][9]
作詞：吉田美奈子 作曲・編曲：冨田恵一
4. アタタカイ雨 feat. 田中拡邦 (MAMALAID RAG) [2019 Mix]  –  (6:07)[5][9]
作詞：高橋幸宏 作曲・編曲：冨田恵一
5. Launching On A Fine Day [2019 Mix]  –  (3:29)[5][9]
作曲・編曲：冨田恵一
6. ずっと読みかけの夏 feat. CHEMISTRY [2019 Mix]  –  (6:28)[5][9]
作詞：糸井重里 作曲・編曲：冨田恵一
7. 恋は傘の中で愛に feat. 山本領平 [2019 Mix]  –  (6:11)[5][9]
作詞：鈴木慶一 作曲・編曲：冨田恵一
8. しあわせのBlue feat. YOSHIKA [2019 Mix]  –  (5:30)[5][9]
作詞：大貫妙子 作曲・編曲：冨田恵一
9. Is The Rest Silence? [2019 Mix]  –  (2:42)[5][9]
作曲・編曲：冨田恵一
10. Prayer On The Air [2019 Mix]  –  (5:05)[5][9]
作詞：高野寛 作曲・編曲：冨田恵一

### クレジット
| 2019 SA-CD HYBRID STAFF                                            |
|                                                                    |
| Mixed by 冨田恵一 at Tomita Lab Studio                             |
| Mastered by Bernie Grundman at Bernie Grundman Mastering Hollywood |
| SA-CD HYBRID transferred by 片田浩史 at Sony Music Studios Tokyo   |
|                                                                    |
| Art Directions & Design : 菅原義浩 (boris graphic engineering)     |
| Product Coordination : 星野真実, 千田怜奈 (Sony Music Solutions)   |
|                                                                    |
| Arist Management : 中栄 健 (LOW END THEORY LLC.)                   |
| Director : 蒔田 聡, 滝瀬 茂 (Sony Music Direct)                    |
| Executive Producer : 兼岡 徹, 大坂 映 (Sony Music Direct)          |